# Trzebiegost
Trzebiegost – staropolskie imię męskie, zrekonstruowane na podstawie nazwy wsi Trzebiegoszcz, złożone z członów Trzebie- ("czyszczenie, trzebienie, ofiara") i -gost ("goście", "gościć"). Inną związaną nazwą miejscową jest niemieckie Trebgast na terenie w średniowieczu zasiedlonej przez Słowian tzw. Bavaria Slavica, wymienianie w 1028 r. po łacinie jako Trebegast.